# 函館市交通局2000形電車
函館市交通局2000形電車（はこだてしこうつうきょく2000がたでんしゃ）は、1993年に登場した函館市交通局（現在の函館市企業局交通部。函館市電）の路面電車車両である。

## 概要
1993年に27年ぶりの新車として3000形と同時に登場した。函館市電初のVVVFインバータ制御車、かつカルダン駆動車として1993年4月23日に営業運転を開始した。
800形の車体更新車である8000形を基本とする車体構造で、蛍光灯や換気装置として軸流ファンの増設が行われた。側窓は2001号車では2段式であったが、2002号車では3000形と同様の1段下降式となった。
冷房装置を持たない非冷房車である点が3000形との大きな違いである。2両製造されたが、以後の増備は3000形に移行している。

## 製造
2両ともアルナ工機で製造された。
- 2001号車 - 1993年3月
- 2002号車 - 1994年3月

## 大規模改修

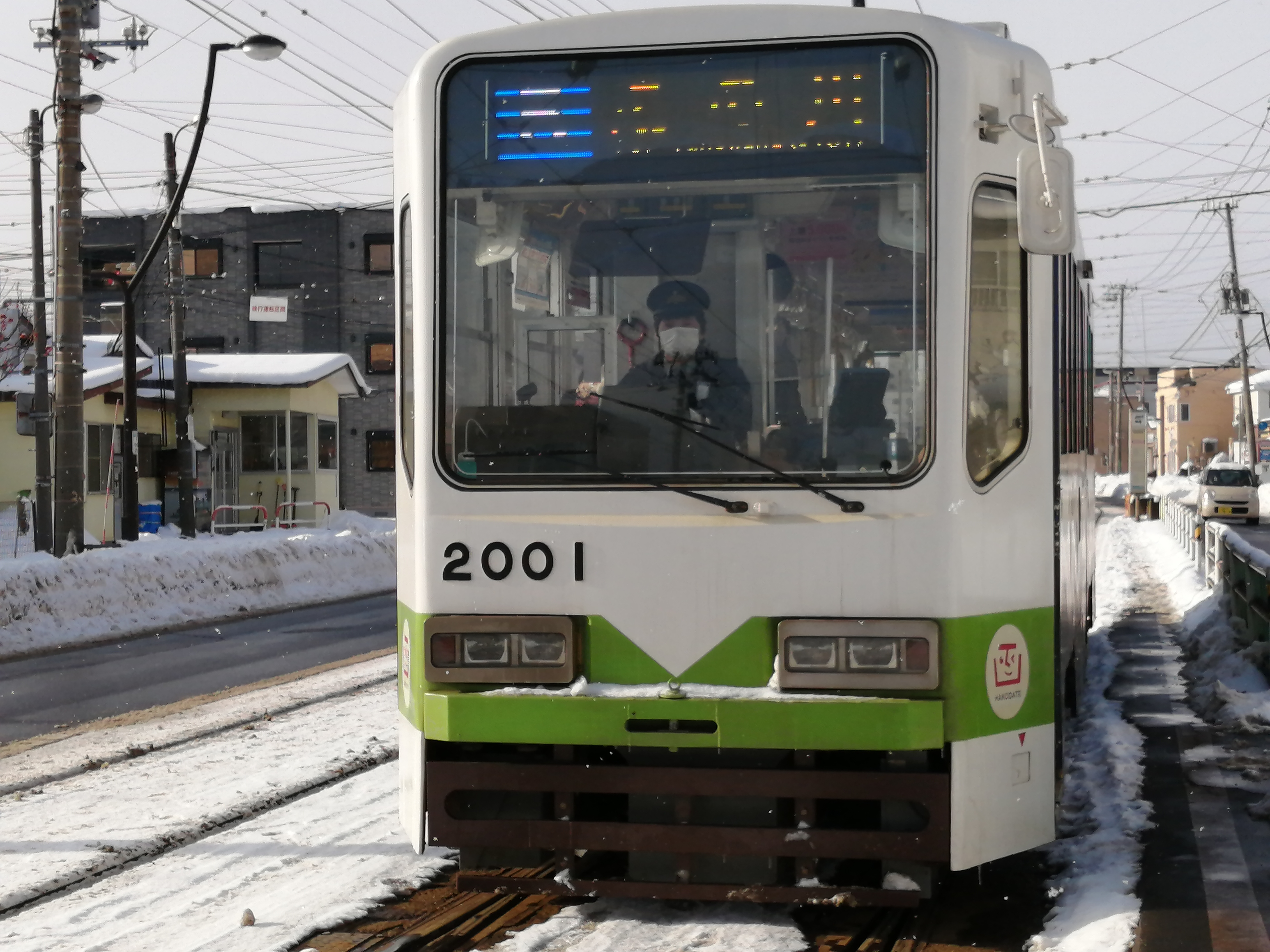
大規模改修後の2001号（2021年1月）

函館市交通経営計画（第2次）に基づき、2016年10月に2001号車が東京の京王重機整備にて改良工事を受け、その後営業に復帰した。また、2018年10月13日付『函館新聞』では2002号車も運用を外れ京王重機整備に搬送されたと報道された。
車体改良工事は融雪剤により傷んだ台枠や構体骨組み、車体外板の修復、防錆対策。その他VVVFインバータ装置などの制御機器の更新が行われた。
すでに2002号車も復帰しており、これで2000形の大規模修繕は終了した
なお、京王重機整備は2000形とともに3000形の車体改良工事も手掛けている。

## 広告塗装
函館市電の車両の多くには、企業などの全面広告ラッピングが施されている。以下に各車の広告主を示す。
- 2001号車：ゴールドジム
- 2002号車：北海道ガス株式会社